# 宇波刀神社 (北杜市)
宇波刀神社（うわとじんじゃ）は、山梨県北杜市の神社。

## 歴史
創建年代は不明である。ただ石の鳥居に「貞観六年（864年）」の銘があること、延喜式の式内社とされていることから、少なくとも延喜年間（901年 - 923年）には既に存在していたものと推測される。
武田信玄の佐久攻略戦（小田井原の戦い）の際、戦勝祈願をしたことでも知られている。
当社には石の鳥居がある。高さは2.52メートルであるが、柱の直径が43センチメートルもあり、全体として「ずんぐり」とした鳥居である。平安時代に建立されたものである。同県韮崎市の勝手神社にも類似の鳥居がある。

## 文化財
- 宇波刀神社石鳥居（山梨県指定有形文化財 昭和46年4月8日指定）[3]

## 交通アクセス
- 須玉ICより車5分。